# MTV Europe Music Awards de 2022
O MTV Europe Music Awards de 2022 foi realizado em 13 de novembro de 2022, no PSD Bank Dome, em Düsseldorf, Alemanha, marcando a sexta vez que a premiação foi realizada naquele país. A cantora britânica Rita Ora e o cineasta neozelandês Taika Waititi foram os apresentadores da cerimônia.
Harry Styles liderou as indicações, com sete, fazendo dele o artista mais indicado, seguido por Taylor Swift, com seis, o que fez dela a artista feminina mais indicada. Swift foi a artista que mais prêmios ganhou, mais precisamente quatro.

## Apresentações
| Artista(s)              | Canção(ões)                    | Apresentado(s) por         |
| Pré-show                | Pré-show                       | Pré-show                   |
| ----------------------- | ------------------------------ | -------------------------- |
| Armani White            | "Goated" "Billie Eilish"       | Jack Saunders Becca Dudley |
| Premiação               |                                |                            |
| David Guetta Bebe Rexha | "I'm Good (Blue)"              | —                          |
| Muse                    | "Will of the People"           | —                          |
| Ava Max                 | "Million Dollar Baby"          | Rita Ora Taika Waititi     |
| Gorillaz Thundercat     | "Cracker Island"               | Rita Ora Taika Waititi     |
| Stormzy Debbie          | "Firebabe"                     | Rita Ora Taika Waititi     |
| OneRepublic             | "I Ain't Worried"              | Tom Cruise                 |
| Gayle                   | "ABCDEFU"                      | Rita Ora                   |
| Lewis Capaldi           | "Forget Me"                    | Rita Ora Taika Waititi     |
| Tate McRae              | "She's All I Wanna Be" "Uh Oh" | Rita Ora Taika Waititi     |
| Kalush Orchestra        | "Stefania"                     | Rita Ora Taika Waititi     |
| Spinall Äyanna Nasty C  | "Power (Remember Who You Are)" | Rita Ora Taika Waititi     |

Notas
1. ↑  Filmado no Tonhalle Düsseldorf, em Düsseldorf, Renânia do Norte-Vestfália, na Alemanha.
2. ↑  Mensagem pré-gravada.

## Vencedores e indicados
As indicações foram anunciadas em 12 de outubro de 2022. O artista mais indicado foi Harry Styles, que recebeu sete indicações. Taylor Swift veio em seguida, com seis, fazendo dela a a artista feminina mais indicada. Nicki Minaj e Rosalía empataram com cinco, tornando Minaj a rapper mais indicada. Blackpink foi o grupo mais indicado e se tornou o primeiro ato de K-pop a ser indicado ao prêmio de Melhor Vídeo. Duas novas categorias foram introduzidas: Melhor Vídeo de Formato Longo e Melhor Performance no Metaverso. Os prêmios de Melhor Artista de R&B - que tinha sido atribuído pela última vez em 2006, sendo que entre 2007 e 2009 existiu a categoria Ultimate Urban, que incluía tanto artistas de R&B como de Hip Hop - e Melhor Ao Vivo - atribuído pelo última vez em 2020 - foram reintroduzidos para esta cerimônia.
Os vencedores são listados primeiro e destacados em negrito.
| Melhor Canção | Melhor Vídeo (apresentado por Maxim Baldry e Maya Jama) |
| --- | --- |
| - Nicki Minaj — "Super Freaky Girl" - Bad Bunny e Chencho Corleone — "Me Porto Bonito" - Harry Styles — "As It Was" - Jack Harlow — "First Class" - Lizzo – "About Damn Time" - Rosalía – "Despechá" | - Taylor Swift – All Too Well: The Short Film - Blackpink — "Pink Venom" - Doja Cat — "Woman" - Harry Styles — "As It Was" - Kendrick Lamar – "The Heart Part 5" - Nicki Minaj — "Super Freaky Girl"                         |
| Melhor Colaboração (apresentado por Lauren Spencer-Smith e Sam Ryder) | Melhor Artista (apresentado por David Hasselhoff) |
| - David Guetta e Bebe Rexha — "I'm Good (Blue)" - Bad Bunny e Chencho Corleone — "Me Porto Bonito" - Tiësto e Ava Max – "The Motto" - DJ Khaled com part. de Drake e Lil Baby – "Staying Alive" - Post Malone com part. de Doja Cat — "I Like You (A Happier Song)" - Shakira e Rauw Alejandro – "Te Felicito" - Megan Thee Stallion e Dua Lipa — "Sweetest Pie"         | - Taylor Swift - Nicki Minaj - Harry Styles - Adele - Beyoncé - Rosalía |
| Melhor Artista de R&B | Artista Revelação (apresentado por Pos) |
| - Chlöe - H.E.R. - Khalid - Giveon - Summer Walker - SZA | - Seventeen - Baby Keem - Gayle - Tems - Stephen Sanchez - Dove Cameron |
| Melhor Artista de Pop (apresentado por Rita Ora e Taika Waititi no backstage) | Melhor Artista de Música Eletrônica |
| - Taylor Swift - Billie Eilish - Doja Cat - Ed Sheeran - Harry Styles - Lizzo | - David Guetta - Calvin Harris - DJ Snake - Marshmello - Swedish House Mafia - Tiësto |
| Melhor Artista de Rock (apresentado por Leomie Anderson e Leonie Hanne) | Melhor Artista Alternativo |
| - Muse - Liam Gallagher - Måneskin - Foo Fighters - Red Hot Chili Peppers - The Killers | - Gorillaz - Imagine Dragons - Panic! At The Disco - Tame Impala - Twenty One Pilots - Yungblud |
| Melhor Artista de Hip-Hop | Melhor Artista Latino (apresentado por Luis Gerardo Méndez e Miguel Ángel Silvestre) |
| - Nicki Minaj - Drake - Future - Jack Harlow - Kendrick Lamar - Lil Baby - Megan Thee Stallion | - Anitta - Bad Bunny - Rosalía - Shakira - J Balvin - Becky G |
| Melhor Artista de K-Pop | Melhor Ao Vivo |
| - Lisa - Blackpink - BTS - Itzy - Seventeen - Twice | - Harry Styles - Coldplay - Ed Sheeran - Kendrick Lamar - Lady Gaga - The Weeknd |
| Melhor Artista Push | Melhor Vídeo de Formato Longo (apresentado por Julian Lennon) |
| - Seventeen - Nessa Barrett - Mae Muller - Gayle - Shenseea - Omar Apollo - Wet Leg - Muni Long - Doechii - Saucy Santana - Stephen Sanchez - Jvke | - Taylor Swift – All Too Well: The Short Film - Foo Fighters — Studio 666 - Rosalía — "Motomami (Rosalía TikTok Live Performance)" - Stormzy – "Mel Made Me Do It" - Taylor Hawkins Tribute Concert: Wembley Stadium, London |
| Melhor Performance no Metaverso (apresentado por Jack Saunders no pré-show) | Vídeo para o Bem |
| - Blackpink — "Blackpink x PUBG 2022 In-Game Concert: The Virtual" - BTS — "'Butter' & 'Permission To Dance' Minecraft Concert!" - Charli XCX — "Samsung Superstar Galaxy Concert Charli XCX - Roblox" - Justin Bieber — "Wave Presents: Justin Bieber - An Interactive Virtual Experience" - Twenty One Pilots — "Roblox presents Twenty One Pilots Concert Experience" | - Sam Smith e Kim Petras – "Unholy" - Ed Sheeran com part. de Lil Baby – "2step" - Kendrick Lamar — "The Heart Part 5" - Latto — "Pussy" - Lizzo — "About Damn Time" - Stromae – "Fils de joie"                              |
| Maiores Fãs (apresentado por Becca Dudley e Jack Saunders no pré-show) | Prêmio Generation Change (apresentado por Becca Dudley no pré-show) |
| - BTS - Blackpink - Harry Styles - Lady Gaga - Nicki Minaj - Taylor Swift | - Lina Deshvar - Anna Kutova - Anfisa Yankovina |
| Prêmio Melhor Visual 'Estilo Pessoal' (apresentado por Becca Dudley no pré-show) | |
| Rita Ora | |

## Vencedores e indicados regionais
Os vencedores são listados primeiro e destacados em negrito.
| Europa | Europa                                                                 |
| Melhor Artista Neerlandês | Melhor Artista Francês                                                 |
| --- | ---------------------------------------------------------------------- |
| - Goldband - Antoon - Frenna - Rondé - Yade Lauren                                                                                        | - Amir - Aya Nakamura - Orelsan - Soolking - Tayc                      |
| Melhor Artista Alemão | Melhor Artista Húngaro                                                 |
| - Badmómzjay - Giant Rooks - Nina Chuba - Leony - Kontra K                                                                                | - Carson Coma - Beton.Hofi - Дeva - Elefánt - Krúbi                    |
| Melhor Artista Israelense | Melhor Artista Italiano                                                |
| - Noa Kirel - Anna Zak - Mergui - Nunu - Shahar Saul                                                                                      | - Pinguini Tattici Nucleari - Blanco - Elodie - Måneskin - Ariete      |
| Melhor Artista Nórdico | Melhor Artista Polonês                                                 |
| - Sigrid (Noruega) - Kygo (Noruega) - MØ (Dinamarca) - Swedish House Mafia (Suécia) - Tove Lo (Suécia)                                    | - Ralph Kaminski - Julia Wieniawa - Margaret - Mata - Young Leosia     |
| Melhor Artista Português | Melhor Artista Espanhol                                                |
| - Bárbara Bandeira - Ivandro - Julinho KSD - SYRO - T-Rex                                                                                 | - Bad Gyal - Dani Fernández - Fito & Fitipaldis - Quevedo - Rosalía    |
| Melhor Artista Suíço | Melhor Artista Britânico e Irlandês                                    |
| - Loredana - Patent Ochsner - Marius Bear - Faber - Priya Ragu                                                                            | - Harry Styles - Adele - Cat Burns - Dave - Lewis Capaldi              |
| África |                                                                        |
| Melhor Artista Africano |                                                                        |
| - Burna Boy (Nigéria) - Ayra Starr (Nigéria) - Black Sherif (Gana) - Musa Keys (África do Sul) - Tems (Nigéria) - Zuchu (Tanzânia)        |                                                                        |
| Ásia |                                                                        |
| Melhor Artista Indiano |                                                                        |
| - Armaan Malik - Badshah - Zephyrtone - Gurbax - Raja Kumari                                                                              |                                                                        |
| Melhor Artista Asiático |                                                                        |
| - Tomorrow X Together (Coreia) - Niki (Indonésia) - Maymay Entrata (Filipinas) - SILVY (Tailândia) - The Rampage from Exile Tribe (Japão) |                                                                        |
| Austrália e Nova Zelândia |                                                                        |
| Melhor Artista Australiano | Melhor Artista Neozelandês                                             |
| - G Flip - Genesis Owusu - Ruel - The Kid Laroi - Vance Joy                                                                               | - Lorde - Benee - Coterie - L.A.B. - Shouse                            |
| Américas |                                                                        |
| Melhor Artista Brasileiro | Melhor Artista Canadense                                               |
| - Manu Gavassi - Anitta - Gloria Groove - L7nnon - Xamã                                                                                   | - Johnny Orlando - Avril Lavigne - Drake - Tate McRae - The Weeknd     |
| Melhor Artista Caribenho | Melhor Artista Latino - Região Norte                                   |
| - Daddy Yankee - Bad Bunny - Natti Natasha - Myke Towers - Rauw Alejandro                                                                 | - Kenia Os - Danna Paola - Kevin Kaarl - Santa Fe Klan - Natanael Cano |
| Melhor Artista Latino - Região Central | Melhor Artista Latino - Região Sul                                     |
| - Danny Ocean - Karol G - Feid - Manuel Turizo - Camilo                                                                                   | - Tini - Bizarrap - Duki - María Becerra - Tiago PZK                   |
| Melhor Artista Estadunidense |                                                                        |
| - Billie Eilish - Doja Cat - Jack Harlow - Lil Nas X - Lizzo - Taylor Swift                                                               |                                                                        |